# سونگدین یارسه
سونگدین یارکه شهری در شهرستان زیمتنگا در استان بام در بورکینافاسوی شمالی است و جمعیت آن ۱۹۲ نفر است.